# Pinchas Ruthenberg

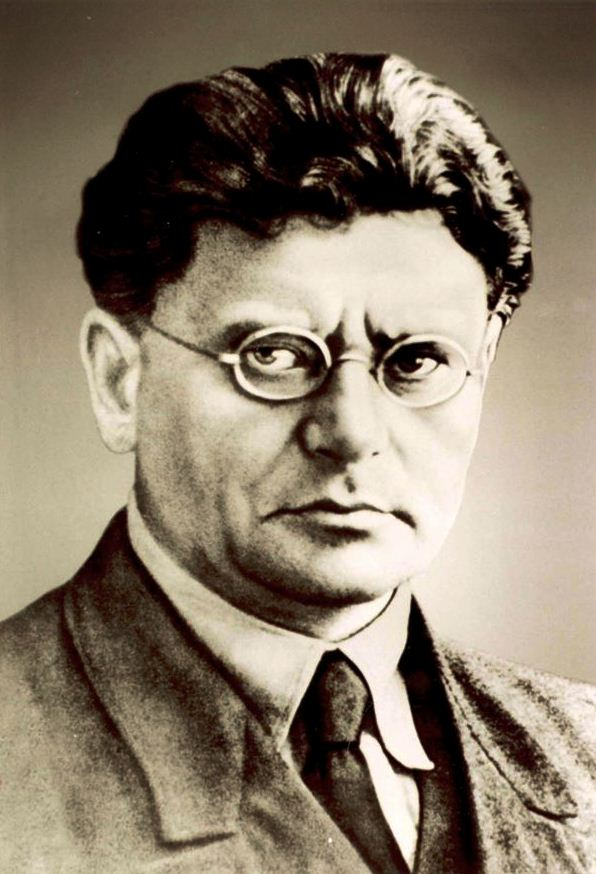
Pinchas Ruthenberg

Pinchas Ruthenberg (auch Pinhas Ruthenberg und Pinhas Rutenberg geschrieben, * 5. Februar 1879 in Romny, Gouvernement Poltawa; † 3. Januar 1942 in Jerusalem) war ein russischer Sozialrevolutionär und später in seinem Leben Wasserbauingenieur, Unternehmer und zionistischer Pionier im Völkerbundsmandat für Palästina.

## Leben
Pinchas Ruthenberg studierte am Staatlichen Polytechnischen Institut in Sankt Petersburg und arbeitete anschließend als Betriebsleiter in den Putilow-Werken. Er war aktives Mitglied der Sozial-revolutionären Partei Russlands und spielte eine führende Rolle am Blutigen Sonntag (9. Januarjul. / 22. Januar 1905greg.), an dem er dem Priester Georgi Apollonowitsch Gapon das Leben rettete.
Ruthenberg und Gapon flohen zunächst ins Ausland und kehrten erst Ende des Jahres 1905 zurück. Gapon bekannte Ruthenberg gegenüber, ein Agent Provocateur der Ochrana zu sein. Ruthenberg offenbarte dies dem Zentralkomitee der Sozial-revolutionären Partei, um sich von dem Verdacht zu befreien, ein Komplize Gapons zu sein. Jewno Asef, der später selbst als Agent Provocateur der Ochrana enttarnt werden sollte, empfahl daraufhin, Gapon zu töten. Ruthenberg lockte Gapon im März 1906 in eine kleine Hütte bei Oserki, wo er auf Geheiß der Partei von drei gedungenen Mördern gehängt wurde. Die Sozialrevolutionäre übernahmen keine Verantwortung für Gapons Tod und schlossen Ruthenberg aus der Partei aus
Ruthenberg musste 1907 nach Italien flüchten. Dort beschäftigte er sich mit dem Wasserbau, insbesondere dem Bau von Dämmen und der Nutzung der Wasserkraft zur Stromerzeugung. Während seiner Zeit in Italien entdeckte Ruthenberg den Zionismus.
1914 ging Ruthenberg in die USA. Er beteiligte sich an der dortigen jüdischen Kongressbewegung und gründete zusammen mit Chaim Schitlowsky den American Jewish Congress. Zu dieser Zeit trat er vorübergehend in die Poale-Zion-Partei ein.
Nach der Februarrevolution 1917 war Ruthenberg Leiter der nordrussischen Zivilverwaltung. In der Krise der Provisorischen Regierung in den Wochen vor der Oktoberrevolution wurde er zu einem der drei Generalbevollmächtigten des Notstandsrates der Provisorischen Regierung ernannt. Er kämpfte bis zum Schluss gegen die Bolschewiki. Nach der Machtübernahme durch die Sowjets wurde Ruthenberg in Petrograd vorübergehend inhaftiert, bis sie ihn im März 1918 gemeinsam mit anderen politischen Häftlingen freiließen. Nach seiner Freilassung ging er nach Moskau, dann nach Kiew und Odessa, schließlich nach Palästina.

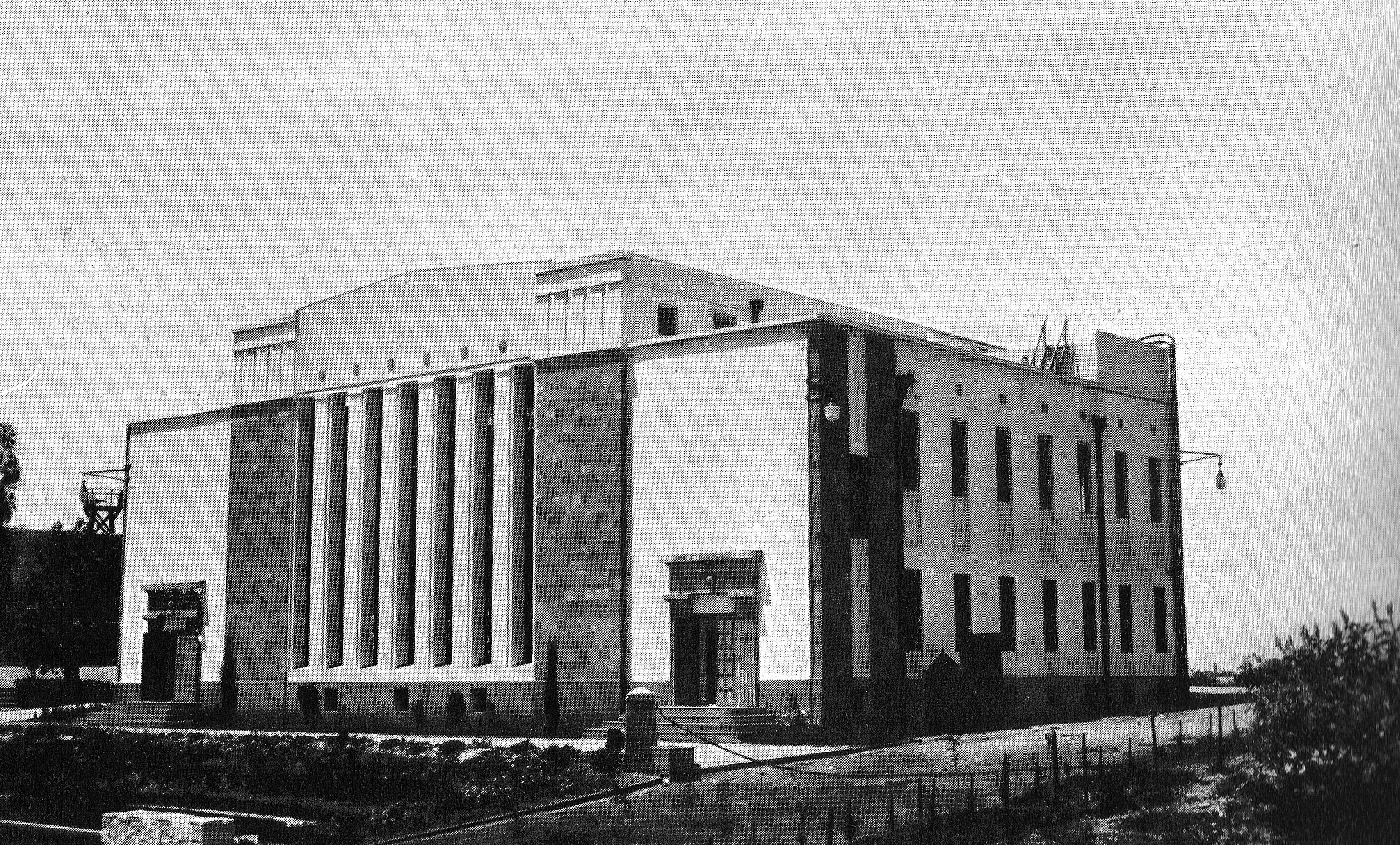
Die Hauptverwaltung der Palestine Electric Company in den 1920er Jahren

In Palästina entwickelte Ruthenberg Planungen für die Elektrifizierung der Städte und der jüdischen Siedlungen und für den Bau von 13 Kraftwerken. Dabei wurde er von Edmond de Rothschild und von dessen Sohn James unterstützt. 1921 erteilte ihm die Behörde des Hochkommissars die Konzession zum Aufbau der Stromversorgung in Jaffa und Tel Aviv. Am 29. März 1923 wurde unter der Leitung Ruthenbergs und der Beteiligung britisch-jüdischen Kapitals mit regierungsamtlicher Konzession die Palestine Electric Corporation gegründet, die heutige Israel Electric Corporation. Die Palestine Electric Corporation wurde nach ihrem Direktor allgemein als Rutenberg Konzern bezeichnet. In Tel Aviv und in Haifa und an anderen Orten entstanden mit Diesel befeuerte Kraftwerke. Das Werk in Tel Aviv nahe der heutigen Tel Aviv Central Bus Station ging am 10. Juni 1923 unter großem Jubel der Bevölkerung in Betrieb.
Ein Großprojekt war die hydroelektrische Ausnutzung der Jarmukfälle von Naharajim (bei Gescher), unmittelbar vor der Mündung des Jarmuk in den Jordan. Seit 1920 arbeitete Ruthenberg an den Kraftwerksplänen. Die Palestine Electric Corporation erwarb zum Bau des Stausees und des Kraftwerks Grundstücke östlich des Jordan. 1927 begannen die Bauarbeiten, 1932 wurde das Kraftwerk Naharajim fertiggestellt und Tel-Or (Lichtberg) genannt. Die Kraftwerke der Palestine Electric Corporation erzeugten 1934 eine elektrische Arbeit von mehr als 34 Mill. kWh. Ebenfalls um die Mitte der 1930er Jahre gründete er die Palestine Airways, die 1937 bis 1940 von British Imperial Airways betrieben und anschließend militärisch in die British Royal Air Force integriert wurde. 
Die Palestine Electric Corporation und das Kraftwerk Naharajim beschäftigten Ruthenberg so sehr, dass er für eine politische Tätigkeit im Jischuv zunächst keine Zeit fand. Nachdem David Jellin aus Protest über die antijüdischen Massaker von Hebron zurückgetreten war, wählte die Repräsentantenversammlung des Jischuv Ruthenberg aus ihrer Mitte zum Präsidenten des Nationalausschusses (hebräisch הַוַּעַד הַלְּאֻמִּי HaWaʿad haLəʾummī, somit Exekutive der Körperschaft der jüdischen Palästinenser), der seit 1928 durch den Government of Palestine der britischen Mandatsmacht offiziell anerkannten Regierung des Jischuv. Damit wurde er auch kooptiertes Mitglied der Sochnut.
Ein Nachruf der in London erschienenen Exilzeitung Die Zeitung würdigte Pinchas Ruthenberg als einen „der großen Pioniere in der Aufbauarbeit Palästinas“.

## Ehrungen
- Nach Pinchas Ruthenberg ist das Kraftwerk Rutenberg bei Aschqelon benannt.